# امپرسیونیسم آمریکایی

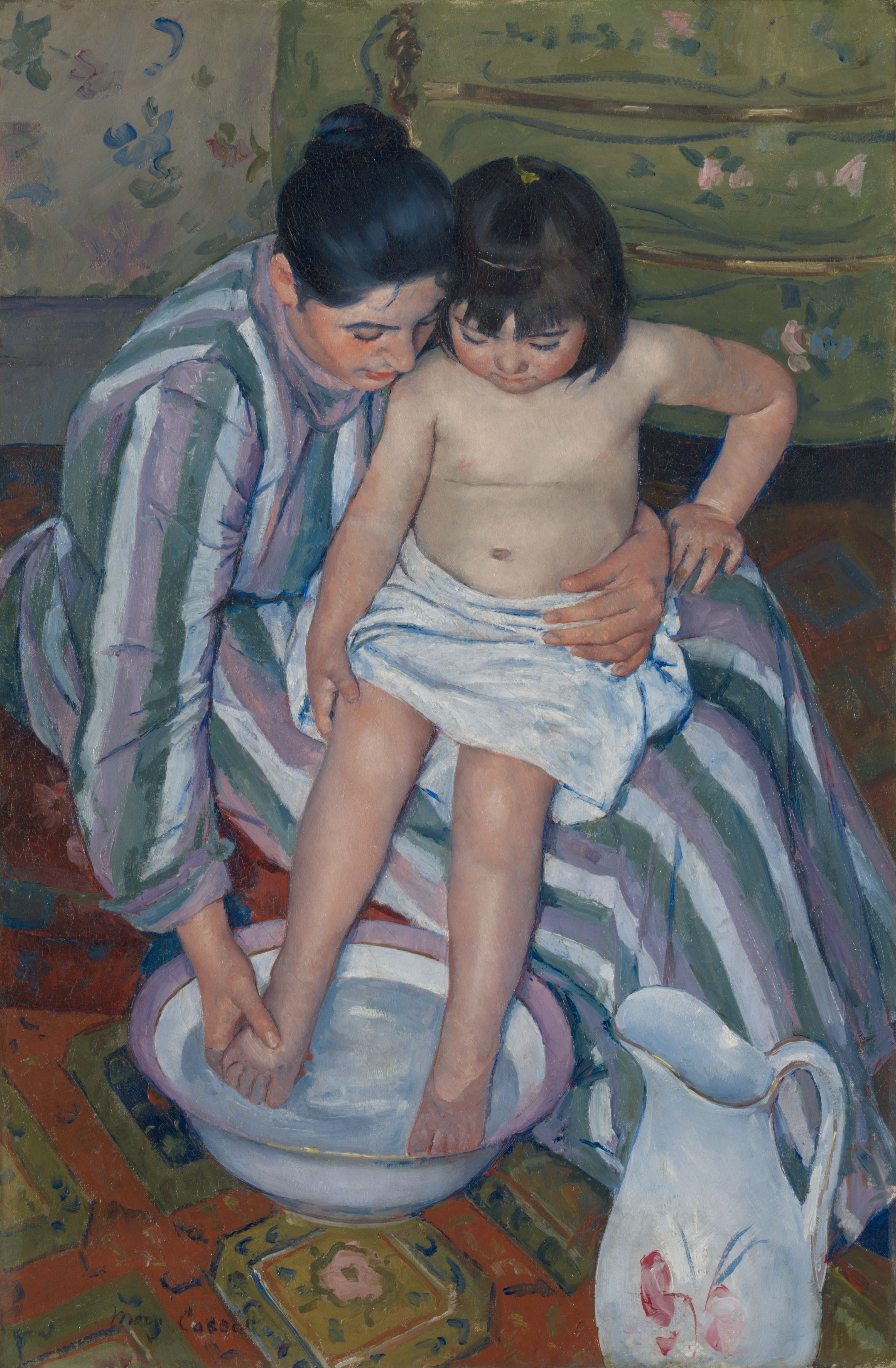

امپرسیونیسم آمریکایی (به انگلیسی: American Impressionism) سبکی هنری مرتبط با امپرسیونیسم اروپایی بود که از میانهٔ سدهٔ نوزدهم تا آستانهٔ سدهٔ بیستم از سوی شماری از نگارگران آمریکایی مورد استفاده بود. ویژگی این سبک فشار اندک بر روی برس و زنده‌بودن رنگ‌ها بود و طیف گسترده‌ای از سوژه‌ها را در برمی‌گرفت، ولی بیشترین تمرکزش بیشتر بر زندگی خانوادگی طبقه‌های بالای جامعه بود.

## چهره‌های سرشناس امپرسیونیسم آمریکایی
- لوسی بیکن
- فرانک وستون بنسون
- مری کسات
- ویلیام مریت چیس
- پدرو فیگاری
- فردریک کارل فریسکه
- چایلد هسام
- آلبرت هنری کربیل
- ریچارد هیلی لور
- لورا مونتز لیال
- ریچارد ئی. میلر
- تئودور رابینسون
- جان سینگر سارجنت
- ادموند سی. تاربل